# Toshikazu Yamanishi
Toshikazu Yamanishi (født 15. februar 1996) er en japansk atlet.
Han repræsenterede Japan ved sommer-OL 2020 i Tokyo , hvor han tog bronze i 20 kilometer-løbet.